# Спасо-Влахернский монастырь
Спа́со-Влахе́рнский монасты́рь — женский монастырь Сергиево-Посадской епархии Русской православной церкви, расположенный в посёлке городского типа Деденево Дмитровского района Московской области. Расположен на месте Спасской церкви села Деденево (Новоспасское) и бывшего поместья Головиных. Назван в честь Влахернской иконы и Спасского собора монастыря. 
Архитектурный комплекс монастыря включает: Спасский собор, церковь Димитрия Солунского, церковь иконы Божией Матери «Нечаянная Радость», сестринский корпус с трапезной и монастырские стены со Святыми вратами.

## История монастыря
В 1713 году в селе Деденево упоминается деревянная Спасская церковь. С конца XVIII века село является владением дворян Головиных. 
В 1798—1811 годах церковь перестроена в камне, а в 1843—1850 годах расширена и дополнена подземной усыпальницей Головиных.
Основан как женская монашеская община в 1852 году в имении Головиных возле церкви. В 1861 году община преобразована в Спасо-Влахернский монастырь. Усадьба перенесена на юг села.
В 1864 году из села Горбуново была перевезена деревянная одноглавая церковь Дмитрия Солунского. В 1939 году она сгорела. В 2003 году была воссоздана в других формах.
В 1910 году строительство часовни в честь иконы Божьей Матери «Нечаянная Радость». Перестроена в церковь в 1913 году.
При открытии в монастыре было шесть сестёр во Христе, к 1914 году число насельниц составляло около 300.
В 1922 году монастырь был закрыт, во время Великой Отечественной войны разрушен и до конца XX века оставался в руинах.

### Возрождение монастыря
8 ноября 1992 года состоялось первое собрание прихожан в посёлке Деденево, на котором принят устав Спасо-Влахернской церкви. В июле 1993 года прошла первая служба на территории монастыря. В июне 1994 года — впервые за 70 лет — в честь иконы Божией Матери Влахернской у храма Спаса Нерукотворного Образа прошло торжественное богослужение с крестным ходом. В 1994 году на собрании верующих утверждён приход храма Спаса Нерукотворного Образа.
С 2001 года в обители возобновлена монашеская жизнь, прибыли первые три монахини. Первой после возрождения настоятельницей была мать София (Колосова). 20 апреля 2001 года состоялось торжественное открытие монастыря.
В 2003 году построена деревянная церковь Святого Димитрия Солунского. В церкви почивают мощи небесной покровительницы Деденева преподобноисповедницы Параскевы. Церковь открыта ежедневно.
В 2012 году завершилась реставрация храма Спаса Нерукотворного Образа. Реставрирован в кирпиче сестринский корпус и трапезная. 
При монастыре работает воскресная школа, для паломников проводятся экскурсии.
31 января 2015 года состоялась торжественная передача Влахернской иконы из музея «Андрея Рублёва» в Спасский собор Спасо-Влахернского монастыря.
В 2015 году в монастыре 10 насельниц. Настоятельница с 10 декабря 2008 года — мать Александра (Балабанова).

## Архитектурный комплекс
Архитектурный комплекс монастыря включает в себя:
- Собор Спаса Нерукотворного Образа
- Церковь Димитрия Солунского (восстановлена в иных формах в 2001—2003)
- Церковь иконы Божией Матери «Нечаянная Радость» (1910-1911, архитектор М. Холмогоров).
- Колокольня (1884—1890, архитектор Николай Никитин)
- Сестринский корпус с трапезной
- Монастырские стены со Святыми вратами

## Галерея

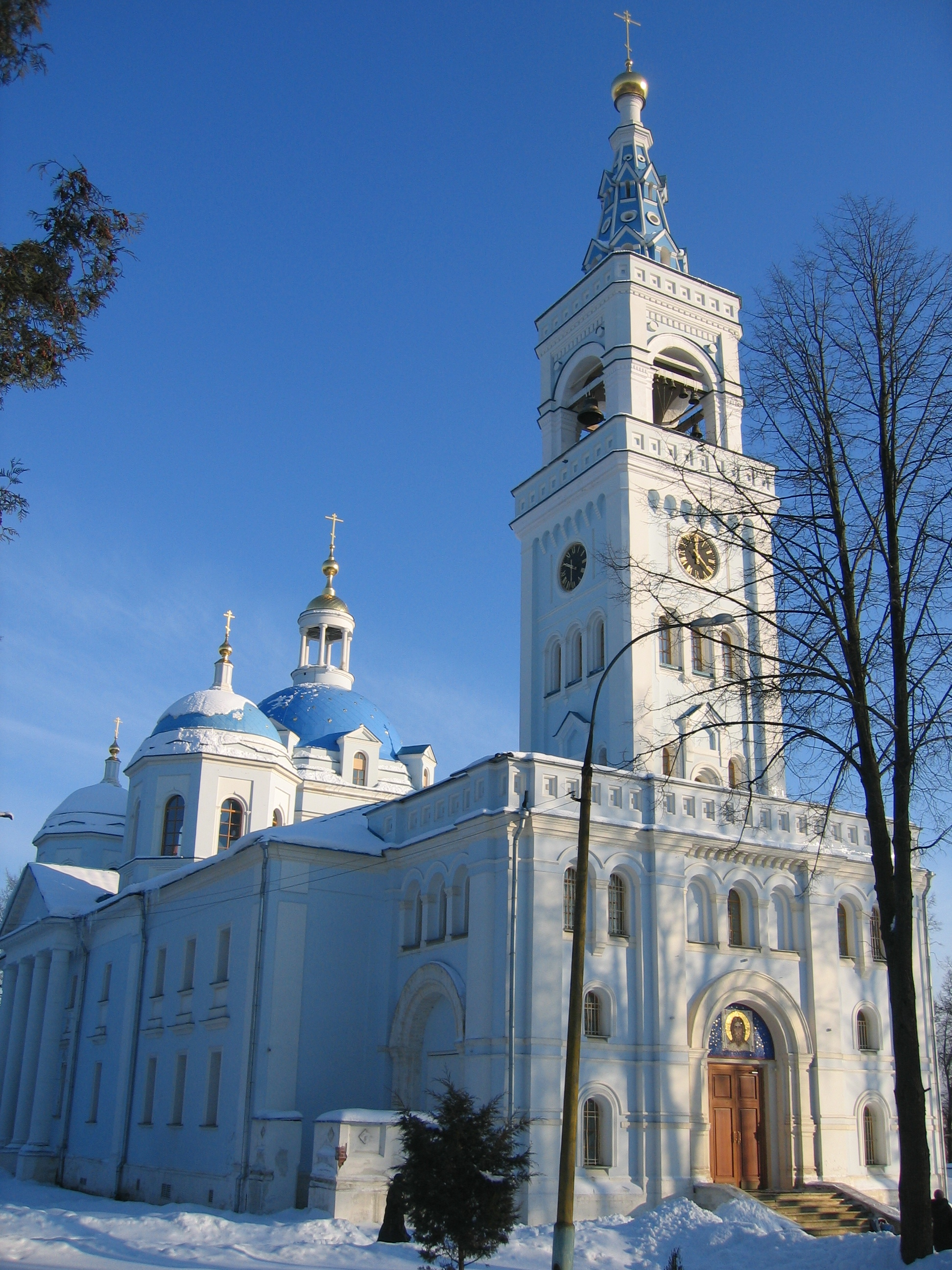
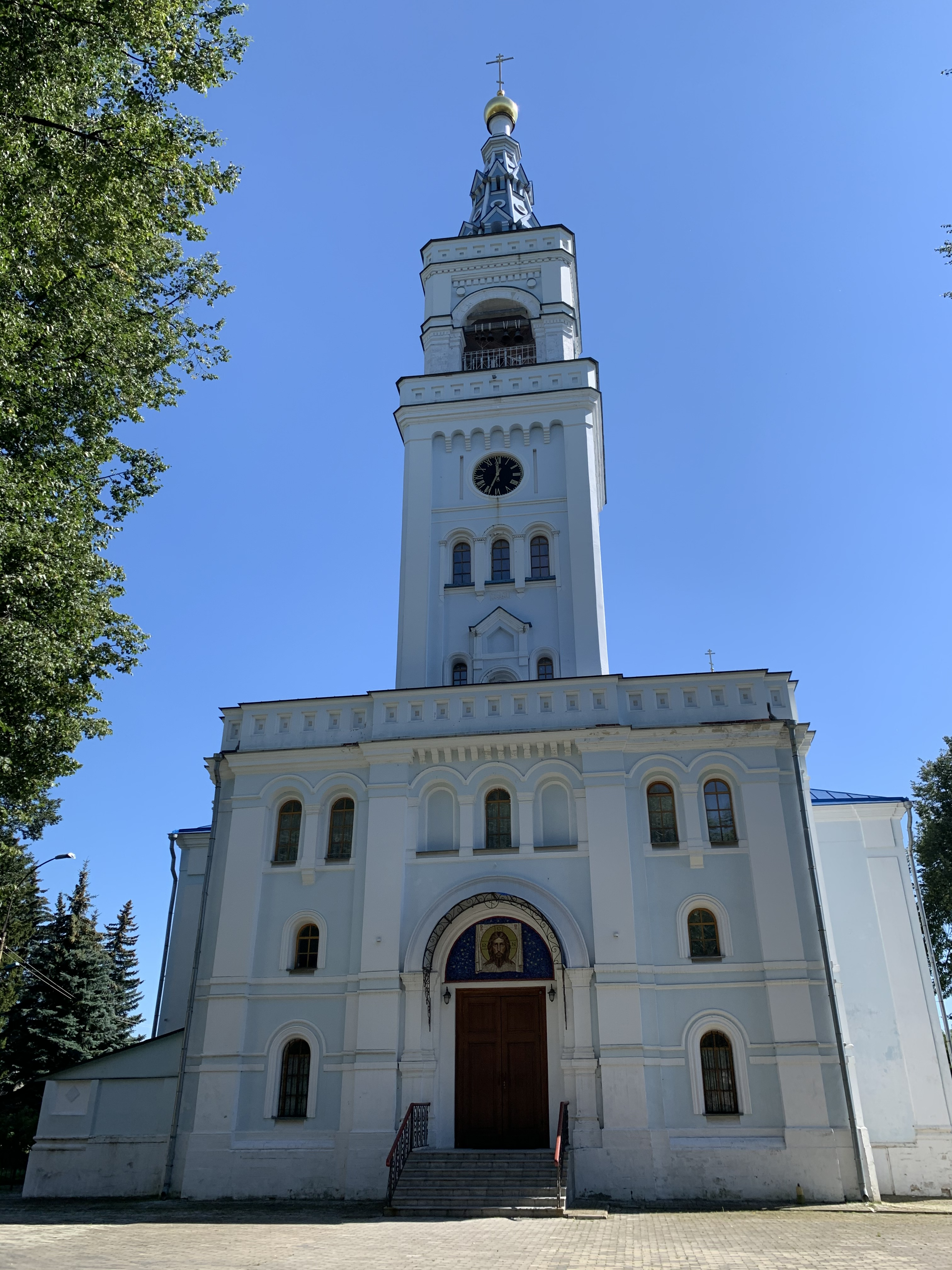
Храм Спаса Нерукотворного
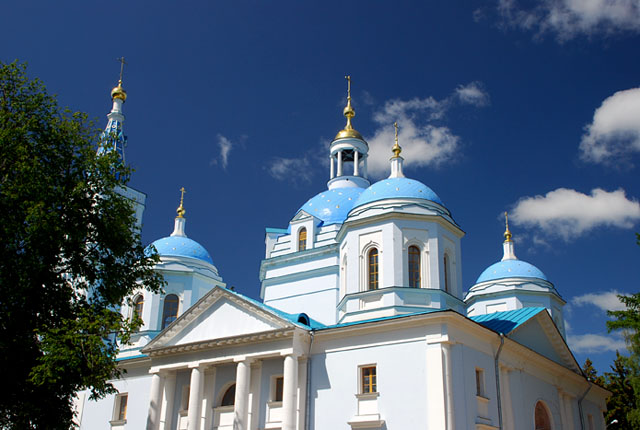
Спасо-Влахернский монастырь
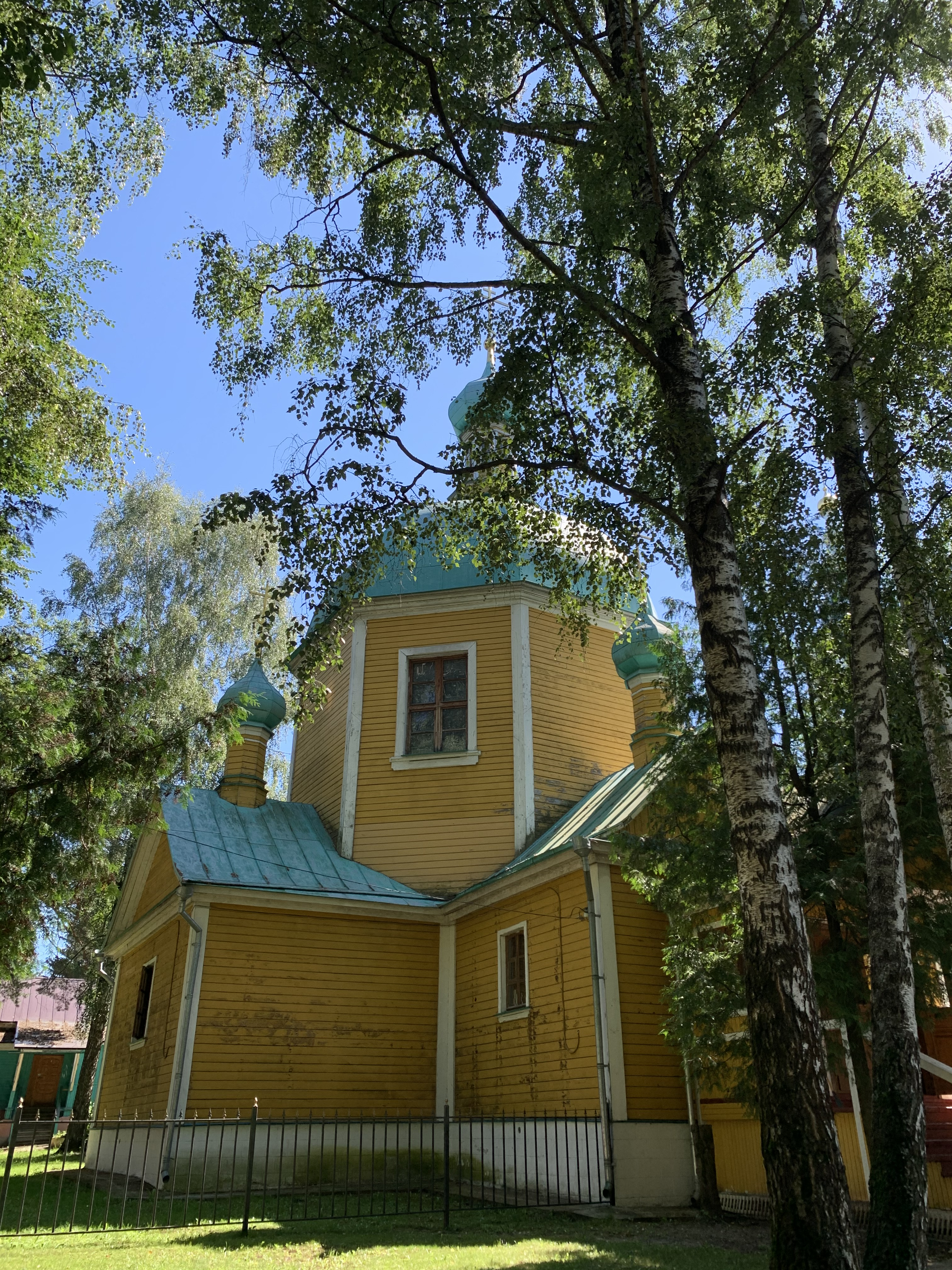
Церковь Димитрия Солунского
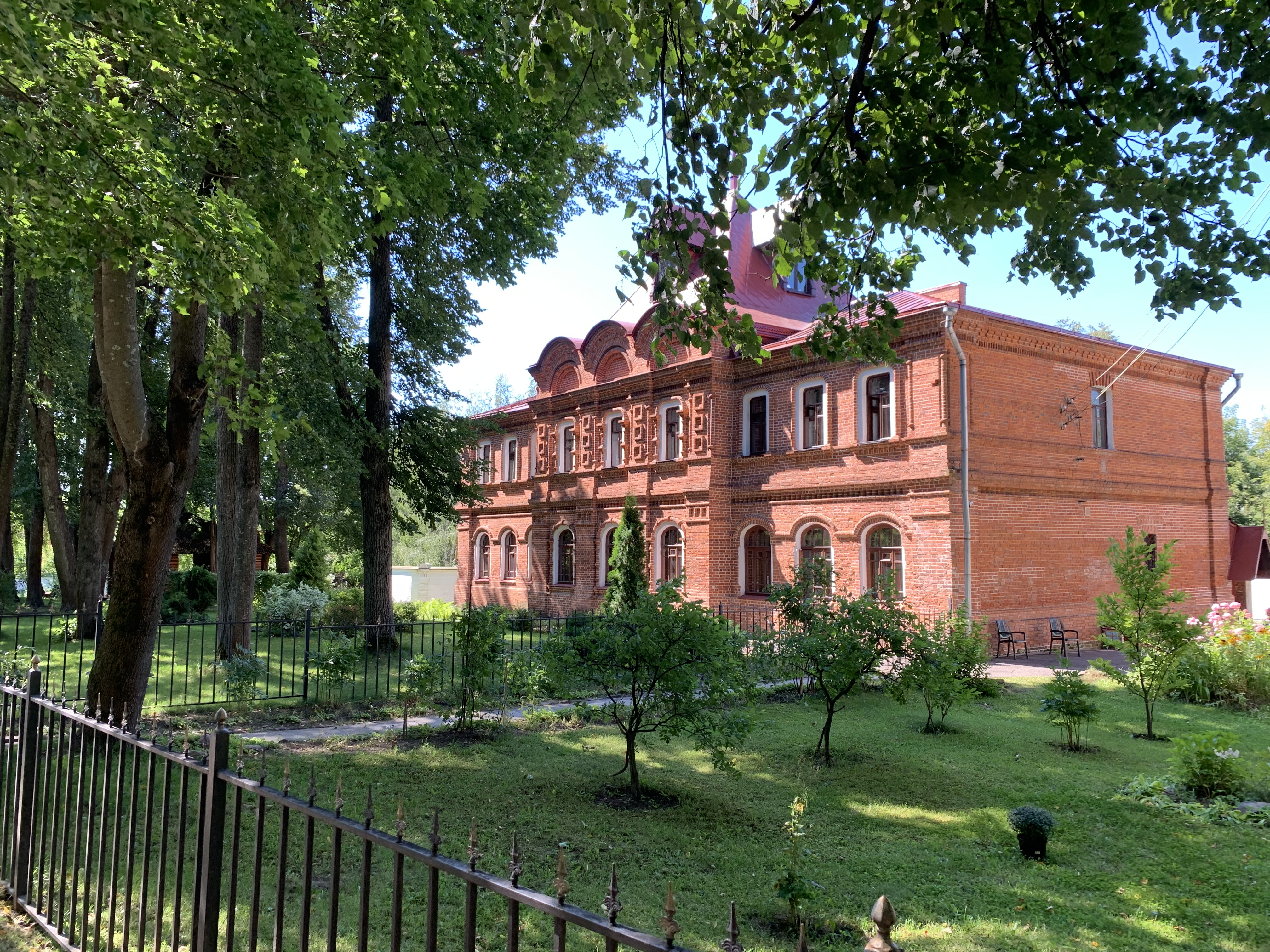
Трапезная и сестринский корпус
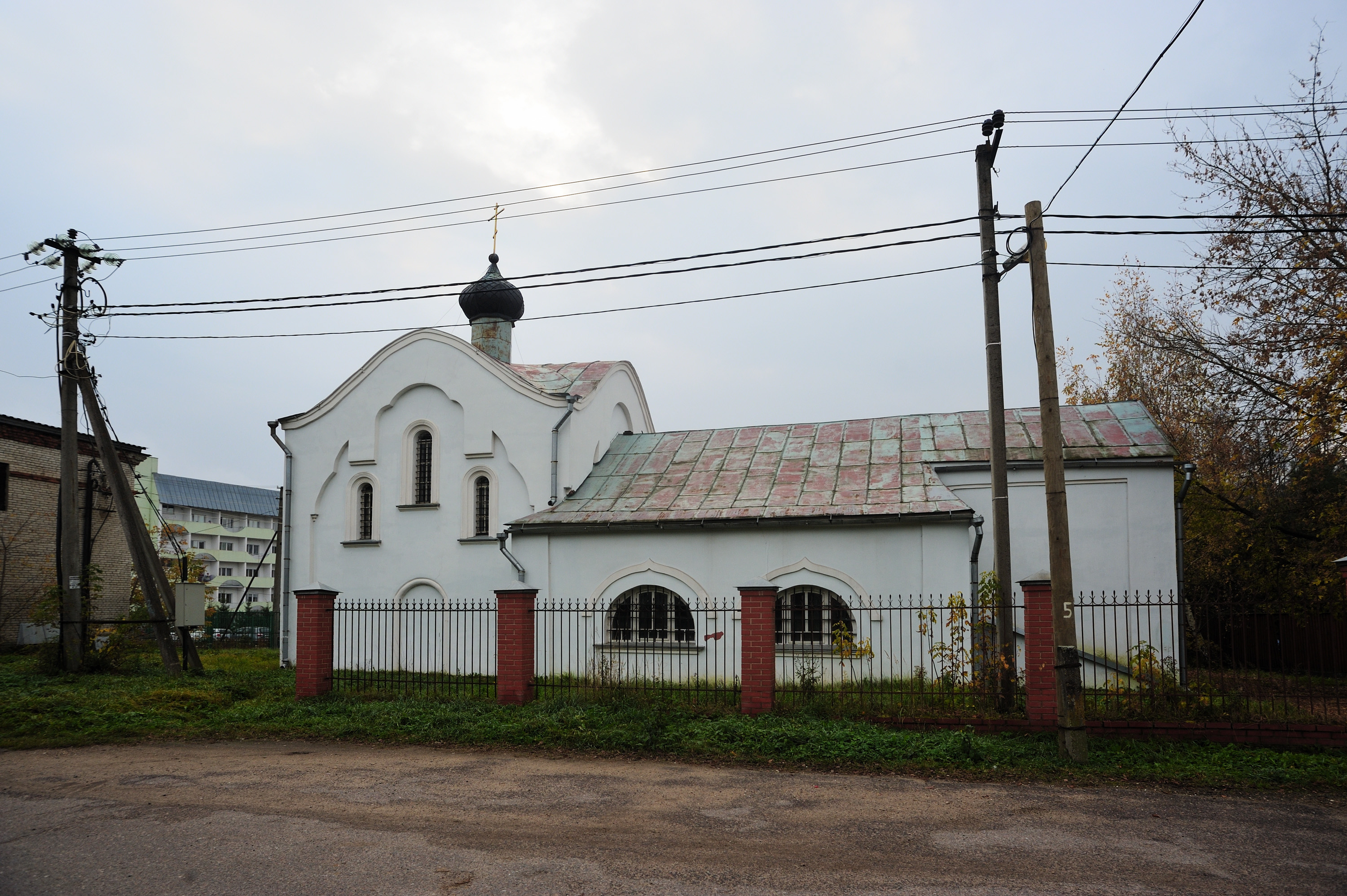
Церковь иконы Божией Матери «Нечаянная Радость»